# Józef Szawara
Józef Franciszek Szawara (ur. w 1902 w Mińsku Mazowieckim, zm. 5 sierpnia 1944 w Warszawie) – polski wioślarz, uczestnik olimpiady w Paryżu (1924).
Był reprezentantem Koła Wioślarzy Warszawskich. Wraz z trzema kolegami klubowymi (Antonim Brzozowskim, Henrykiem Fronczakiem i Edmundem Kowalcem) oraz sternikiem, znanym wioślarzem stołecznego AZS Władysławem Nadratowskim awansował do ekipy olimpijskiej. Na olimpiadzie w Paryżu odpadli w eliminacjach. 
W pierwszych dniach powstania warszawskiego był jedną z pierwszych ofiar brygady RONA, dokonującej pacyfikacji Ochoty.